# Peter Opitz (Theologe)
Peter Opitz (* 1957) ist ein Schweizer evangelisch-reformierter Theologe, Philosoph, Pfarrer und seit 2009 Professor für Kirchen- und Dogmengeschichte von der Reformationszeit bis zur Gegenwart am Institut für Schweizerische Reformationsgeschichte der Universität Zürich. Er ist ein ausgewiesener Kenner der Schweizer Reformation und ihrer Hauptpersonen Heinrich Bullinger, Johannes Calvin und Ulrich Zwingli.

## Leben und Wirken
Opitz studierte evangelische Theologie in Bern, Zürich und Tübingen und anschliessend Philosophie in Bern. Danach arbeitete er mehrere Jahre als evangelisch-reformierter Pfarrer im Kanton Bern. 2005 wurde Opitz für seine Habilitationsschrift über Heinrich Bullinger mit dem Goeters-Preis ausgezeichnet. Zu dieser Zeit war er Oberassistent am Theologischen Seminar an der Universität Zürich.
Seit 2009 ist er Professor für Kirchen- und Dogmengeschichte von der Reformationszeit bis zur Gegenwart an der Theologischen Fakultät der Universität Zürich und Leiter des Instituts für Schweizerische Reformationsgeschichte. Dabei ist er zum ausgewiesenen Spezialisten der Schweizer Reformation mit ihren Hauptpersonen Zwingli, Bullinger und Calvin geworden. Weitere Forschungsgebiete sind die Schweizer Kirchengeschichte im 19. Jahrhundert und die Karl Barth-Forschung. Zusammen mit Günter Thomas und einem Vorbereitungskreis ist er verantwortlich für die jährliche Karl Barth-Tagung auf dem Leuenberg.
2017 wies Opitz anlässlich des Reformationjubiläums darauf hin, dass die Reformation ein wichtiger Impuls für die geschichtliche Entwicklung Europas gewesen sei. Sie sei ein wesentlicher Schritt in Richtung moderner Gesellschaft gewesen, obwohl es damals in erster Linie um die Frage des Verhältnisses zu Gott gegangen sei. Man habe zu Beginn der Reformation die Bibel neu gelesen und ihre ursprünglich befreiende und fröhliche Botschaft wiederentdeckt, unabhängig von den traditionellen Ritualen und katholischen Instanzen. Gott habe die Welt nicht verlassen, er schenke uns seine Gnade durch Jesus Christus, und das Leben siege über den Tod. Das Heil könne nicht mit religiösen Werken verdient werden. In der Schweiz sei die Reformation weniger personenzentriert und demokratischer als in Deutschland gewesen, Zwingli habe stärker in einem Kreis Gleichgesinnter gearbeitet. Persönliche Glaubensfreiheit gab es aber damals für die Bevölkerung noch nicht. Viele Dörfer und Städte hätten sich für den evangelischen Glauben entschieden, weil man sich dadurch auch rechtlich und finanziell vom Druck und der Last der katholischen Kirche habe befreien können. Die Reformation habe tendenziell Freiheit, Bildung, Erforschung der Welt gefördert und damit eine Grundlage für die Naturwissenschaften gelegt. Weltweit gesehen sei das Christentum gerade im 21. Jahrhundert eine Erfolgsgeschichte, es wachse ausserhalb von Europa, insbesondere in Asien, weil es Freiheit und Gleichheit der Menschen und wirtschaftliche Entwicklung fördere.

## Publikationen

### Monografien und kritische Editionen
- Calvins theologische Hermeneutik. Neukirchener Verlagsgesellschaft, Neukirchen-Vluyn 1994.
- Heinrich Bullinger als Theologe. Eine Studie zu den Dekaden. Theologischer Verlag Zürich, Zürich 2004, ISBN 3-290-17305-4.
- Heinrich Bullinger: Sermonum Decades quinque de potissimis Christianae religionis capitibus (1552): Heinrich Bullinger. Werke. 3. Abteil: Theologische Schriften, Bände 3.1 und 3.2, XXIII, Theologischer Verlag Zürich, Zürich 2008.
- Leben und Werk Johannes Calvins. Vandenhoeck & Ruprecht, Göttingen 2009.
  - Johannes Calvin. Handl Verlag, Seoul 2012 (koreanisch).
- Ulrich Zwingli. Prophet, Ketzer, Pionier des Protestantismus. Theologischer Verlag Zürich, Zürich 2015, ISBN 978-3-290-17828-4.
- Zürich, Zürich 2016, ISBN 978-3-374-04589-1

### Herausgeberschaften und Reihen
- mit Eberhard Busch, Matthias Freudenberg, Alasdair Heron, Christian Link, Ernst Saxer, Hans Scholl: Calvin-Studienausgabe. 8 Bände, zuletzt Band 8: Ökumenische Korrespondenz 2011. Neukirchener Verlagsgesellschaft, Neukirchen-Vluyn 1994–2011.
- mit Emidio Campi, Frank James III: Peter Martyr Vermigli. Humanism, Republicanism, Reformation. Genf 2002.
- Calvin im Kontext der Schweizer Reformation. Historische und theologische Beiträge zur Calvinforschung. Zürich 2003.
- mit Emidio Campi, Detlef Roth, Peter Stotz, Hans Ulrich Bächtold, Ruth Jörg: Heinrich Bullinger. Schriften. 6 Bände und Registerband, Zürich 2004–2007.
- mit Emidio Campi: Heinrich Bullinger (1504–1575) – Life, Thought and Work. Zürich 2007.
- mit Christian Moser: Bewegung und Beharrung: Aspekte des reformierten Protestantismus, 1520-1650. Festschrift für Emidio Campi. Leiden/Boston, 2009.
- mit Andreas Mühling: Reformierte Bekenntnisschriften. Im Auftrag des Rates der EKD, ab Band 2/1, zuletzt: Band 3/2, 1605–1675, Neukirchener Verlagsgesellschaft, Neukirchen-Vluyn 2015.
- mit Emidio Campi, Bruce Gordon, Christoph Strohm: Zürcher Beiträge zur Reformationsgeschichte.
- Johann Caspar Lavater. Ausgewählte Werke in historisch-kritischer Ausgabe. Zürich 2001–2012.
- mit Emidio Campi, Konrad Schmid: Johannes Calvin und die kulturelle Prägekraft des Protestantismus. Theologischer Verlag Zürich, Zürich 2012.
- The Myth of the Reformation (= Refo500 Academic Studies 9). Vandenhoeck & Ruprecht, Göttingen 2013, ISBN 978-3-525-55033-5.

### Fernsehen
- Johannes Calvin oder das Missverständnis vom lustfeindlichen Protestanten. Der Theologe Peter Opitz rückt den Reformator ins rechte Licht. In: Sternstunde Philosophie, Schweizer Fernsehen, Zürich 31. Mai 2009